# Wasalandia
Wasalandia var en nöjespark på Vasklot i Vasa i Österbotten. Nöjesparken var i drift åren 1988–2015 och revs 2023. Den hade sin storhetstid i början av 1990-talet med som mest 365 000 besökare år 1990. Några år in på 1990-talet började besökarantalet minska och upphörandet av taxfree-försäljningen på färjorna över Kvarken 1999 ledde till ett stort bakslag då antalet turister från Sverige kraftigt minskade.
Wasalandia lades ned i slutet av 2015 på grund av bristande lönsamhet och minskat besökarantal, 26 000 personer besökte parken år 2015.
Parken invigdes den 10 juni 1988 och ägdes till en början av Vasa stad. Verksamheten överfördes till det börsnoterade Tervakoski Puuhamaa Oy år 2001 och 2008 köptes koncernen av spanska Aspro Parks.
Efter nedläggningen flyttades de flesta av Wasalandias attraktioner till andra finländska nöjesparker i Aspro Parks ägo, så som Visulahti och Puuhamaa och parken läts förfalla. Utställningen för gatukonst Grafittilandia hölls på området åren 2021–2022 och var då en av stadens populäraste besöksmål. Efter långa förhandlingar med ägarna Puuharymä lyckades Vasa stad år 2023 i förtid häva det arrendeavtal för Wasalandiaområdet som var satt att löpa till 2037.
Det åtta hektar stora området har sanerats och är i delgeneralplanen märkt för bostadsområden, service och parkeringsområden. När utbyggnaden är klar år 2040 beräknas antalet invånare i stadsdelen Vasklot att vara 3 100.